# Kanton Coligny
Der Kanton Coligny war bis 2015 ein französischer Wahlkreis im Département Ain in der Region Rhône-Alpes. Er umfasste neun Gemeinden im Arrondissement Bourg-en-Bresse; Hauptort war Coligny.

## Einwohner
| Bevölkerungsentwicklung | Bevölkerungsentwicklung |
| Jahr                    | Einwohner               |
| ----------------------- | ----------------------- |
| 1962                    | 5218                    |
| 1968                    | 5704                    |
| 1975                    | 5347                    |
| 1982                    | 5563                    |
| 1990                    | 5792                    |
| 1999                    | 5994                    |
| 2006                    | 6422                    |
| 2011                    | 6727                    |

## Gemeinden
Die folgenden Gemeinden gehörten zum Kanton:
| Gemeinde    | Einwohner Jahr | Fläche km² | Bevölkerungsdichte | Code INSEE | Postleitzahl |
| ----------- | -------------- | ---------- | ------------------ | ---------- | ------------ |
| Beaupont    | 677 (2013)     | 14,1       | 48 Einw./km²       | 01029      | 01270        |
| Bény        | 718 (2013)     | 18,3       | 39 Einw./km²       | 01038      | 01370        |
| Coligny     | 1.164 (2013)   | 16,9       | 69 Einw./km²       | 01108      | 01270        |
| Domsure     | 477 (2013)     | 15,2       | 31 Einw./km²       | 01147      | 01270        |
| Marboz      | 2.196 (2013)   | 40,1       | 55 Einw./km²       | 01232      | 01851        |
| Pirajoux    | 400 (2013)     | 13,0       | 31 Einw./km²       | 01296      | 01270        |
| Salavre     | 290 (2013)     | 7,8        | 37 Einw./km²       | 01391      | 01270        |
| Verjon      | 259 (2013)     | 5,1        | 51 Einw./km²       | 01432      | 01270        |
| Villemotier | 654 (2013)     | 13,9       | 47 Einw./km²       | 01445      | 01270        |